# 클링클
클링클(Clinkle)은 스탠퍼드 대학교 컴퓨터과학과를 졸업한 루카스 듀플란(Lucas Duplan)이 2011년 설립한 모바일 결제회사이다. 실리콘밸리 사상 최대 규모인 2500만 달러(약 286억원)를 초기 투자금으로 유치하여 화제가 되었다.
현재 스탠퍼드 캠퍼스 내에서 비공개 베타 테스트가 진행 중이다. 단말기간 통신은 스마트폰 스피커에서 특정 초음파 신호를 내고 이를 인식하는 방식의 에어로링크(Aerolink)라는 독자 규격을 사용하며, 수 미터 이내의 근거리에서 송금 및 결제가 가능하다.